# Inés Ruiz Artola
Inés Ruiz Artola (Málaga, 1979) es una profesora de la Pontificia Universidad Católica de Chile y de la Universidad de Música Fryderyk Chopin (Varsovia), doctora en Historia del Arte por la Universidad de Málaga, musicóloga y pianista.

## Biografía
Ha realizado más de una veintena de exposiciones internacionales. Su proyecto Chillida Sonoridades inauguró la Capital Cultural Europea Wrocław (Breslavia) 2016 con los compositores José María-Sánchez Verdú y Gorka Alda (Galeria BWA Awangarda en colaboración con el Museo Chillida Leku (San Sebastián,País Vasco). Ha realizado las exposiciones de arte portátil: 6,7GB (CSW Torun, Polonia), Una exposición en una maleta (galería IK Projects, Lima, Perú), Trans-13.605 (Galeria Studio, Varsovia). Ha llevado la colección de Krzysztof Musiał en dos ocasiones a España (Centro de Arte Contemporáneo Miguel Hernández de Vélez Málaga y Centre d'Art Contemporani El Carme de Valencia) y la colección de arte Ergo Hestia a la Galeria Biała de Lublin, Polonia. Ha realizado exposiciones monográficas a destacados artistas polacos, entre otros: Kuba Bąkowski (Galeria Espacio O, Santiago de Chile), Agata Zbylut (Galeria Bacalarte, Varsovia, Polonia). 
En 2017 recibió el Premio a la Mejor Tesis Doctoral por la Embajada de la República de Polonia en España. Es autora de los libros: A contrapelo: 1960-1989 (Metales Pesados, Chile, 2017) y Formisci, la síntesis de la modernidad (Libargo, Granada, 2015) y prepara en la actualidad un monográfico sobre Wanda Landowska en España. Ha publicado numerosos artículos científicos  e impartido conferencias  y charlas en varias instituciones y universidades europeas.  Como traductora ha trabajado en la edición de catálogos (Tadeusz Peiper, Museo Nacional de Varsovia), Andrzej Wróblewski, Verso-Reverso Museo Reina Sofía (Madrid) y ha colaborado como ensayista y entrevistadora para medios especializados (a*DESK Barcelona, Ritmo Madrid, Glissando Varsovia, Exit Madrid, Szum Varsovia).